# ヤスミン・ラトヴリェヴィッチ
ヤスミン・ラトヴレヴィチ（Iasmin Latovlevici, 1986年5月11日- ）は、ルーマニアの元サッカー選手。現役時代のポジションはDFで左サイドバック。攻撃力があり、ミドルシュートも得意とする。セルビアにルーツを持つ。

## 経歴
ポリテフニカ・ティミショアラに所属し、当時のゲオルゲ・ハジ監督に見いだされる。2010年初めにグロリア・ビストリツァへレンタル移籍。ポジションを確保して躍進に貢献した。2010-11シーズンにステアウア・ブカレストへ移籍。

## 所属クラブ
- FC CFRティミショアラ（ルーマニア語版） 2005-2006
- FCポリテフニカ・ティミショアラ 2006-2010
  - → ACFグロリア・ビストリツァ（ルーマニア語版）(loan) 2010
- FCステアウア・ブカレスト 2010-2015
- ゲンチレルビルリイSK 2015-2016
- カルデミル・カラビュックスポル 2016-2017
- ガラタサライSK 2017-2018
- ブルサスポル 2018-2020
- CFRクルジュ 2020-2021
- FCアルジェシュ・ピテシュティ 2021-2022
- FCペトロルル・プロイェシュティ 2023

## タイトル
ステアウア・ブカレスト
- リーガ1 : 2012-13, 2013-14, 2014-15
- クパ・ロムニエイ : 2010-11, 2014-15
- スーペルクパ・ロムニエイ : 2013
- クパ・リギー : 2014-15

ガラタサライ
- スュペル・リグ : 2017-18

CFRクルジュ
- リーガ1 : 2020-21, 2021-22
- スーペルクパ・ロムニエイ : 2020